# Baiyin Lu
Baiyin Lu (chiń. 白银路站) – stacja metra w Szanghaju, na linii 11. Zlokalizowana jest pomiędzy stacjami Jiading Xincheng i Jiading Xi. Została otwarta 31 grudnia 2009.